# Stuart Reside
Stuart Reside, avstralski veslač, * 6. september 1978.
Reside je za Avstralijo nastopil na Poletnih olimpijskih igrah 2000 in 2004.
V Atenah je kot član avstralskega osmerca osvojil bronasto medaljo.